# Naturschutzgebiet Dellwiger Bach

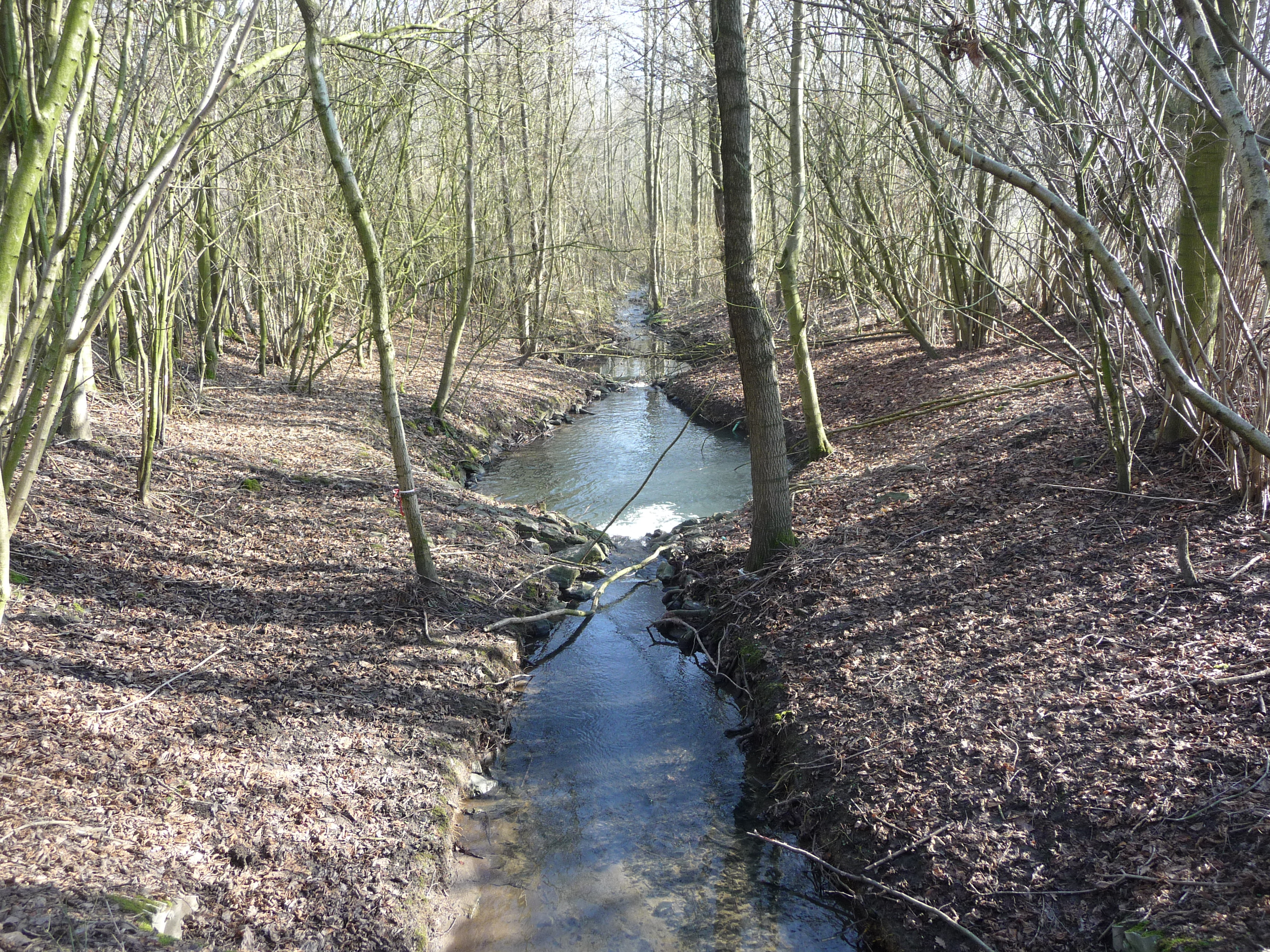
Dellwiger Bach

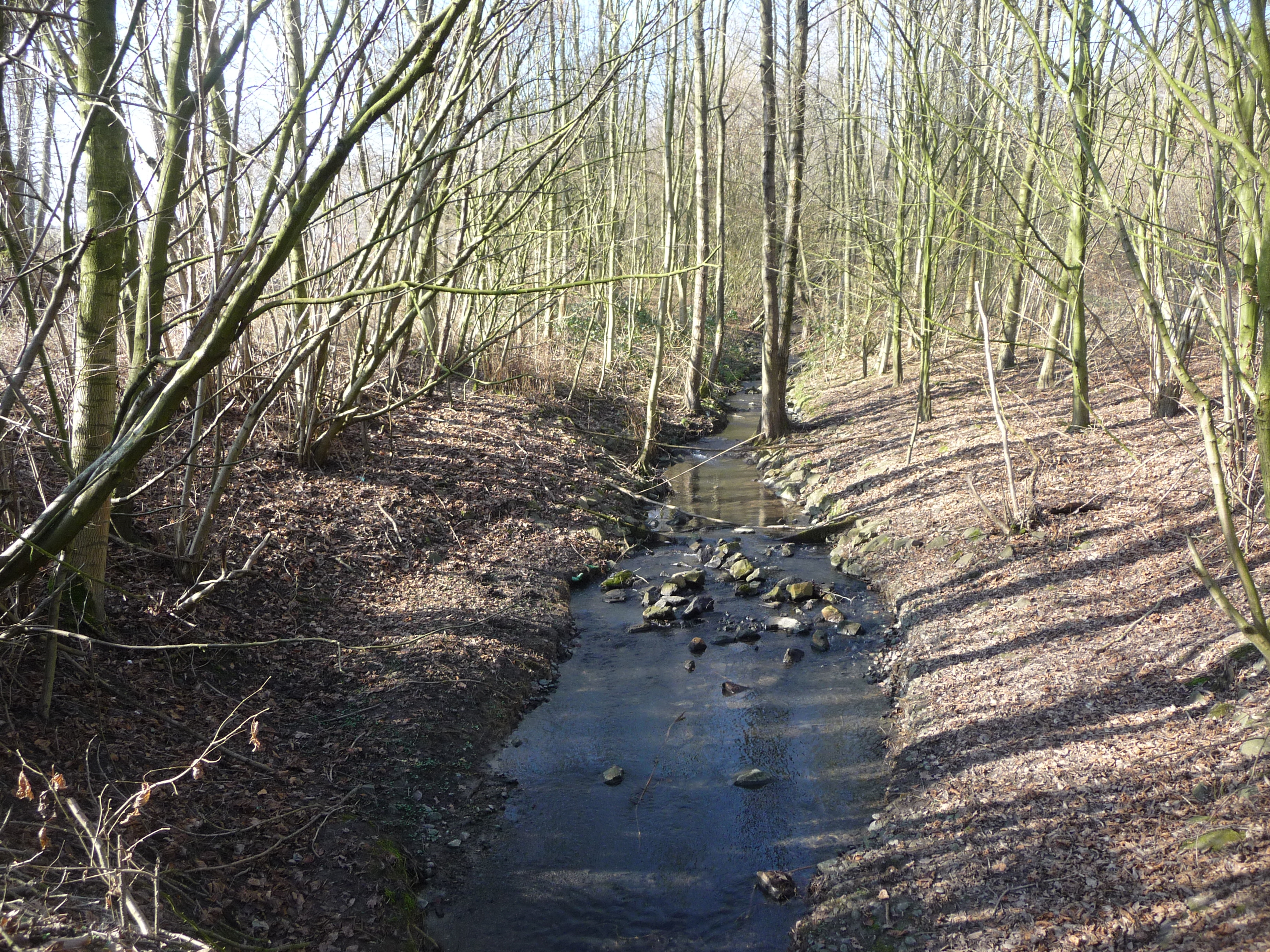
Dellwiger Bach

Das Naturschutzgebiet Dellwiger Bach liegt im Dortmunder Stadtbezirk Lütgendortmund in Nordrhein-Westfalen, Deutschland. Es umfasst 112,1 Hektar. Das Naturschutzgebiet „Dellwiger Bach“ wurde am 19. Juni 1986 durch eine einstweilige Sicherstellung von der Bezirksregierung Arnsberg ausgewiesen. Am 10. Januar 1996 wurde es im Landschaftsplan Dortmund-Mitte festgesetzt.

## Beschreibung
Kernstück des Naturschutzgebiets ist der renaturierte Dellwiger Bach mit seinen großflächigen umgebenden Laubwäldern, Brachflächen, Sumpfflächen und Kleingehölzen. Wichtig für das Naturschutzgebiet sind die altholzreichen Buchen-Eichen-Mischwälder. In diesen befinden sich Siepen mit Quellzonen und naturnahe Bachläufe mit Teichen, bewachsen mit Röhrichten und Schilf. Nachdem der Dellwiger Bach und der Katzbach zwischen 1982 und 1986 renaturiert wurden, ist das Dellwiger Bachtal heute bedeutsamer Brut- und Lebensraum für Vögel wie Mäusebussard, Waldkauz, Wasserralle, Dorngrasmücke, Kleinspecht und Hohltaube, sowie Amphibien wie Feuersalamander, Teichmolch, Grasfrosch und Kreuzkröte. Auch die seltene Waldeidechse lebt hier.
Da das Naturschutzgebiet ein beliebtes Erholungsgebiet ist, kommt es durch Spaziergänger und insbesondere Hundehalter, die ihre Tiere frei laufen lassen, zu Beeinträchtigungen der hier lebenden Wildtiere.

## Schutzziele
Schutzziel für das Naturschutzgebiet ist die Erhaltung und Entwicklung des Biotopkomplexes am Dellwiger Bach, insbesondere der altholzreichen Wälder, die Erhaltung der feuchten Grünlandstandorte, der Stillgewässer, der Waldbäche sowie die extensive Nutzung der Brachflächen, um der Verbuschung durch Brennnessel und Brombeeren entgegenzuwirken.